# Ondřejovice (Zlaté Hory)
Ondřejovice (německy Endersdorf, polsky Ondrzejowice) jsou osada, část města Zlaté Hory v okrese Jeseník v Olomouckém kraji. Leží 3,5 kilometru západně od Zlatých Hor, podél Ondřejovického potoka.

## Historie
Ondřejovice jsou zmiňovány poprvé roku 1263 jako „villa Andreae“, tj. Ondřejova ves, avšak s poznamenáním, že byly založeny již za vratislavského biskupa Vavřince († 1232). Tehdy se o ně před biskupem soudili potomci otmuchovských rychtářů Vítka a Siegfrieda. Ves vznikla v průběhu kolonizace, kterou ve 13. století na nově nabytém území Jesenicka prováděli vratislavští biskupové za pomoci osídlenců z Frank a Durynska, a pojmenována je zřejmě po svém lokátoru Ondřejovi.
Roku 1305 náležela z poloviny vratislavskému biskupovi. Roku 1344 dal biskup Přeclav z Pohořelé Ondřejovice do zástavy Petrovi Santkemu a Janovi z Waldova; potomci Jana z Waldova je drželi již dědičně jako biskupské léno (1371 Jindřich z Waldova) až do roku 1444 a vybudovali zde zřejmě tvrz, připomínanou roku 1420. Roku 1413 zde byla zřízena farnost, jejíž farář měl titul probošta a ke které patřily mimo jiné Mikulovice. Po roce 1444 byl statek Ondřejovice rozdělen na dva díly patřící původně dvěma dcerám Jana mladšího z Waldova, z nichž Hedvika byla manželkou Michala Pfaffenbergra a Anežka manželkou Matěje Orberera.
Dalšími majiteli byli mimo jiné roku 1504 František Těšínský z Levenberka, podnikatel ve zlatohorském hornictví, a roku 1527 Jindřich von Maltitz. Roku 1531 nabyl Ondřejovice, Javornou a část Dolního Údolí Wolfram (Wilhelm?) Schoff, majitel Vlčic na Jesenicku. Po Kryštofu Schroffovi († 1557) dědila jeho dcera Voršila provdaná za Seyfrieda z Promnice (von Promnitz), která Ondřejovice roku 1582 prodala Albertu von Maltitz.
Tvrz zanikla za patrně za Schroffů, kteří v Ondřejovicích nesídlili, ale Maltitzové zde vybudovali nevelký barokní zámeček, připomínaný poprvé roku 1668. Tehdy se zemřel poslední Maltitz Jan Zikmund a panství přebírala jeho dědička Voršila Johana Tauberová z Taubenfurtu a její manžel Ondřej Ludvík Jerin. Jerinové a jejich příbuzní (od roku 1671 Jan Karel Klinkovský, roku 1712 Adam Filip von Jerin, roku 1748 Anna Františka von Jerin, rozená von Rottenbach) zde byli do poloviny 18. století, v letech 1750–1794 Ondřejovice držel Lazar von Wimmersberg a jeho potomci. 
Jerinové a Wimmersbergové statek zadlužovali, až jej Štěpán Michal von Wimmersberg prodal v Karlu Ignazi von Salisovi. Ten a jeho syn Karl začali v Ondřejovicích s hutnictvím a založili resp. obnovili Javornou a Salisov. Od Karla von Salise koupili statek roku 1821 opavští obchodníci Vincenz Tlach († 1837) a Vincenz Keil († 1838), kteří vlastnili rovněž panství Město Albrechtice. Po obou dědily dcery, zprvu společně, až roku 1847 si dědictví rozdělily a Ondřejovice převzal Eduard Rudzinski von Rudna (1812–1874), manžel Keilovy dcery Charlotty, po němž dědila dcera Anna († 1924), provdaná za svého bratrance Karla Rudzinského von Rudna († 1906). Rodině patřil statek a zámek až do roku 1936, kdy ho koupil krnovský továrník Hubert Hein. Tomu byl zkonfiskován roku 1945.
Ondřejovice byly po odsunu dosídleny mimo jiné etnickými Slováky z Rumunska a volyňskými Čechy. Po zániku železáren v Javorné zůstala v obci strojírna. Jednotné zemědělské družstvo založené v roce 1948 se od počátku potýkalo s vážnými problémy a roku 1961 byla nakonec veškerá zemědělská půda převzata státním statkem Zlaté Hory. V roce 1960 byl zbořen místní zámeček, patřící v té době státnímu statku.
Součástí Ondřejovic je dnes Javorná (německy Latzdorf). Vesnice Javorná je zmiňována roku 1531 jako součást ondřejovického panství, za třicetileté války patrně zanikla (1687 se ještě zmiňuje ves s kaplí, ale roku 1801 jen samota s kaplí). Karl von Salis zde v roce 1808 vybudoval železárnu s vysokou pecí, dva hamry a drátovnu. Roku 1821 podnik získala firma Tlach a Keil, která zde založila první válcovnu plechu v českých zemích. Této firmě železárna patřila do první světové války, poté se vystřídalo více vlastníků, ale výroba od hospodářské krize ve třicátých letech 20. století skomírala a roku 1947 byla definitivně ukončena.

## Obyvatelstvo

### Vývoj počtu obyvatel
| Rok            | 1869  | 1880  | 1890  | 1900  | 1910  | 1921  | 1930  | 1950 | 1961 | 1970 | 1980 | 1991 | 2001 | 2011 | 2021 |
| -------------- | ----- | ----- | ----- | ----- | ----- | ----- | ----- | ---- | ---- | ---- | ---- | ---- | ---- | ---- | ---- |
| Počet obyvatel | 1 321 | 1 429 | 1 390 | 1 403 | 1 358 | 1 203 | 1 449 | 550  | 486  | 489  | 373  | 303  | 277  | 274  | 243  |
| Počet domů     | 189   | 222   | 236   | 230   | 227   | 235   | 266   | 240  | 131  | 109  | 86   | 89   | 137  | 142  | 143  |

V Ondřejovicích je evidováno 161 adres: 155 čísel popisných (trvalé objekty) a 6 čísel evidenčních (dočasné či rekreační objekty). Při sčítání lidu roku 2001 zde bylo napočteno 137 domů, z toho 83 trvale obydlených.

## Obecní správa
Při sčítání lidu v letech 1869–1964 Ondřejovice byly samostatnou obcí, se kterým patřily nejprve do okresu Jeseník (v letech 1850–1930 Frývaldov), ale od roku 1960 v okrese Šumperk. Od 14. června 1964 jsou částí města Zlaté Hory, se kterým patřily nejprve do okresu Šumperk, ale od 1. ledna 1996 v okrese Jeseník.

## Pamětihodnosti
- Římskokatolický farní kostel sv. Martina a Panny Marie Sedmibolestné s hrazeným hřbitovem, z 16. století, barokizován v  sedmdesátých letech 18. století (památkově chráněn od roku 1958).
- Novogotická kaple svaté Anny v Javorné, postavená Karlem Rudzinským z Rudna.
- Kaplička svaté Hedviky (u odbočky k lomu).

## Fotogalerie

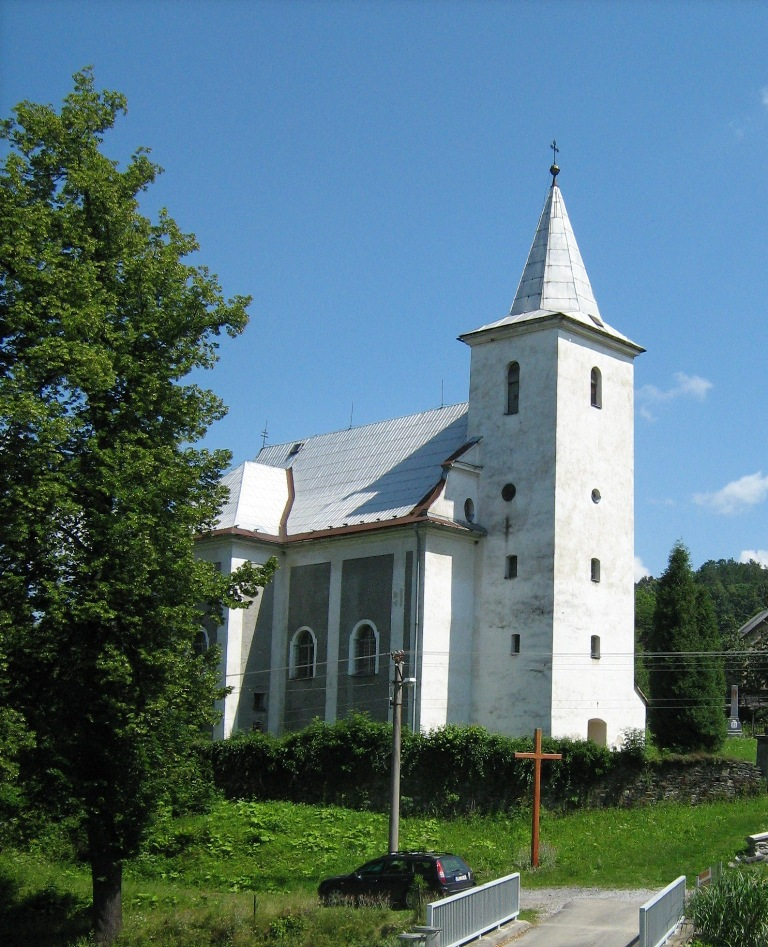
Kostel svatého Martina a Panny Marie Sedmibolestné
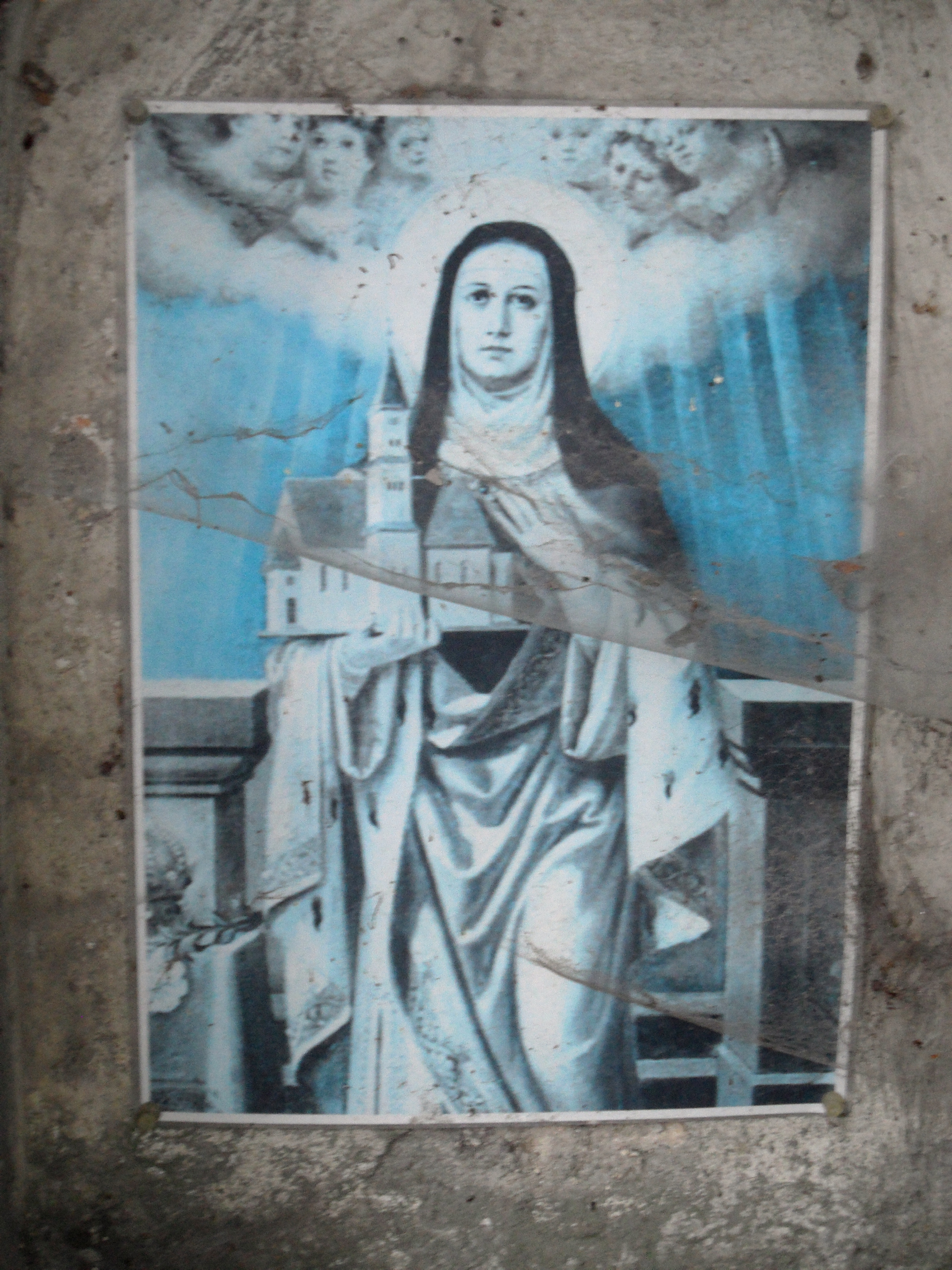
Kaplička svaté Hedviky
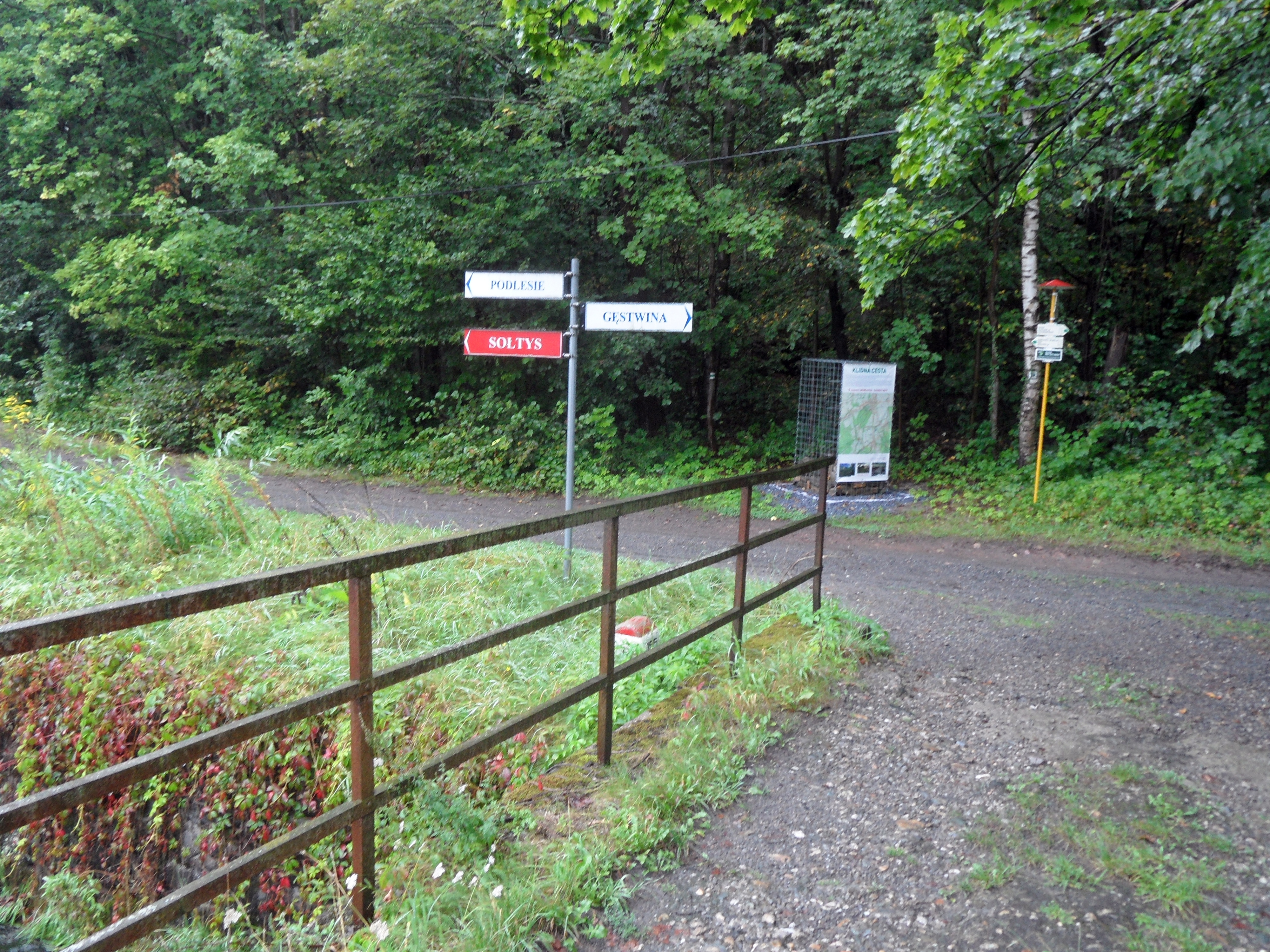
Přeshraniční česko-polský most přes Olešnici
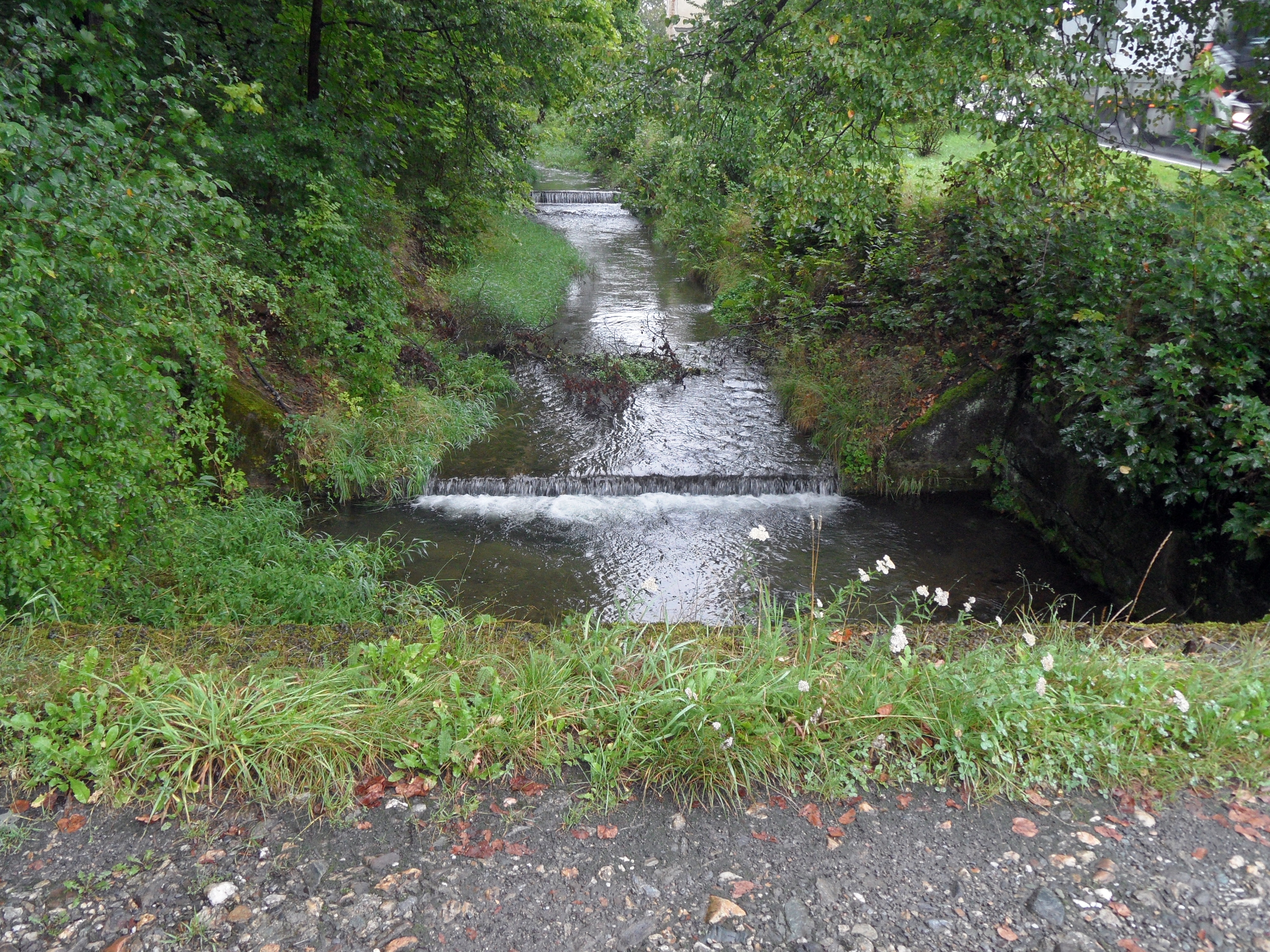
Olešnice: pohled z přeshraničního mostu
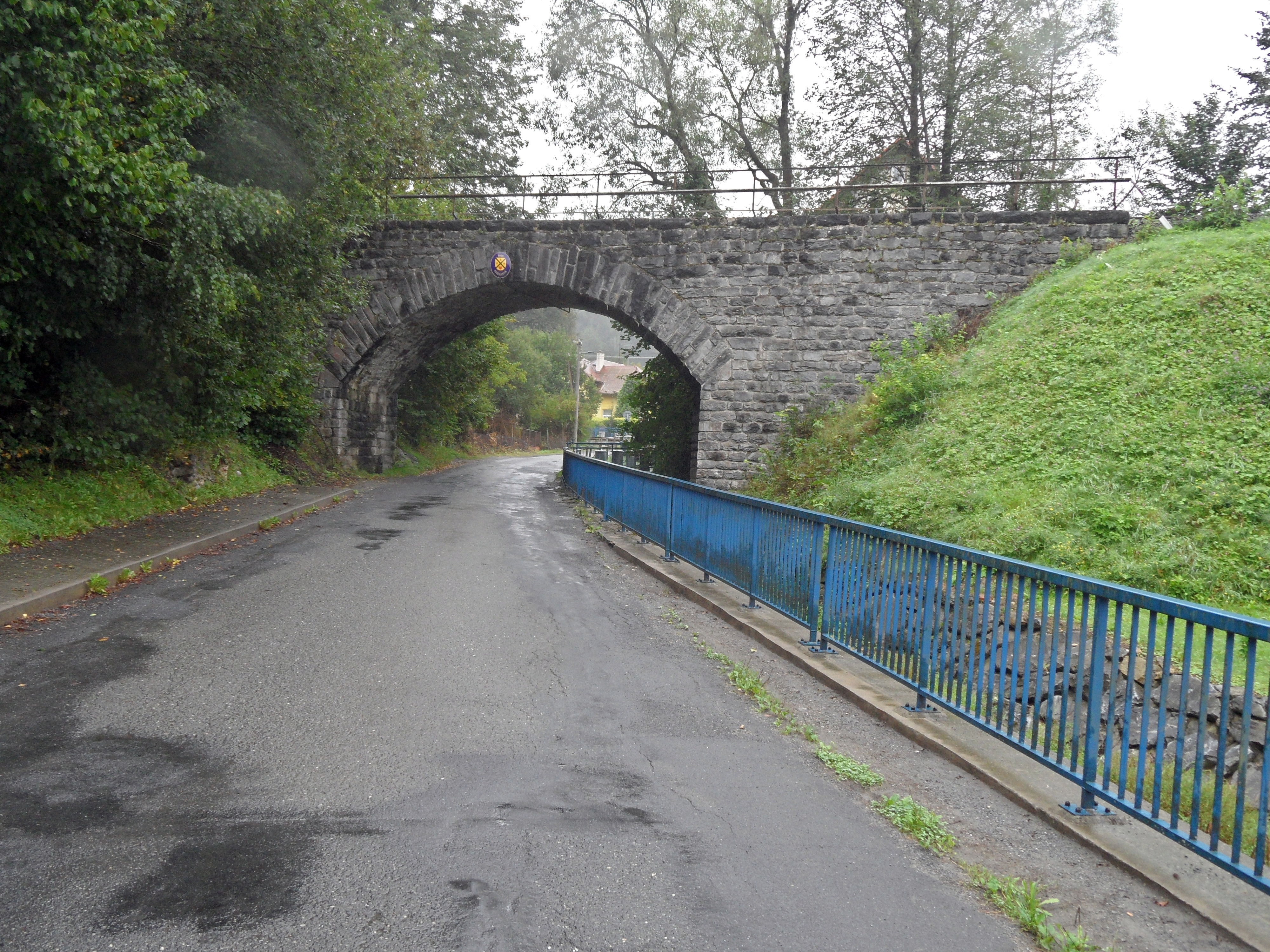
Ondřejovický potok a železniční most